# Siphonophora nematoides
Siphonophora nematoides är en mångfotingart som beskrevs av Carl Graf Attems 1838. Siphonophora nematoides ingår i släktet Siphonophora och familjen Siphonophoridae. Inga underarter finns listade i Catalogue of Life.